# Hervé Chabowski
Pour les articles homonymes, voir Chabowski.
Pas d'image ? Cliquez ici

a Compétitions nationales et continentales officielles uniquement.

b Matchs officiels uniquement.
Dernière mise à jour le 30 décembre 2024.
 Hervé Chabowski, né le 20 août 1959 à Cavaillon, est un joueur de rugby à XV, qui a joué avec l'équipe de France, le RRC Nice, le CS Bourgoin-Jallieu et le RC Nîmes au poste de pilier (1,83 m pour 106 kg).

## En équipe nationale
Il a disputé son premier test match le 29 juin 1985 contre l'équipe d'Argentine. 
En plus de ses quatre capes officielles, il a aussi disputé un match avec le XV de France contre le Brésil en 1985.

## Palmarès

### En club
- Vainqueur du Challenge Yves du Manoir en 1985 avec le RRC Nice.

### En équipe nationale
- Sélection en équipe nationale : 4
- Sélections par année : 1 en 1985 (RRC Nice), 2 en 1986 (CS Bourgoin-Jallieu) et 1 en 1989 (RC Nîmes)